# Kakamega poliothorax
Il kakamega pettogrigio o cantore pettogrigio (Kakamega poliothorax (Reichenow , 1900)) è un uccello passeriforme della famiglia dei Modulatricidae, nell'ambito della quale rappresenta l'unica specie ascritta al genere Kakamega Mann, Burton & Lennerstedt, 1978.

## Etimologia
Il nome scientifico del genere, Kakamega, deriva dal luogo della prima osservazione di questi uccelli, mentre il nome della specie, poliothorax, deriva dall'unione delle parole greche πολιος (polios, "grigio") e θωραξ (thōrax, "torace"), col significato di "dal petto grigio": il nome comune di questi uccelli altro non è che la traduzione di quello scientifico.

## Descrizione

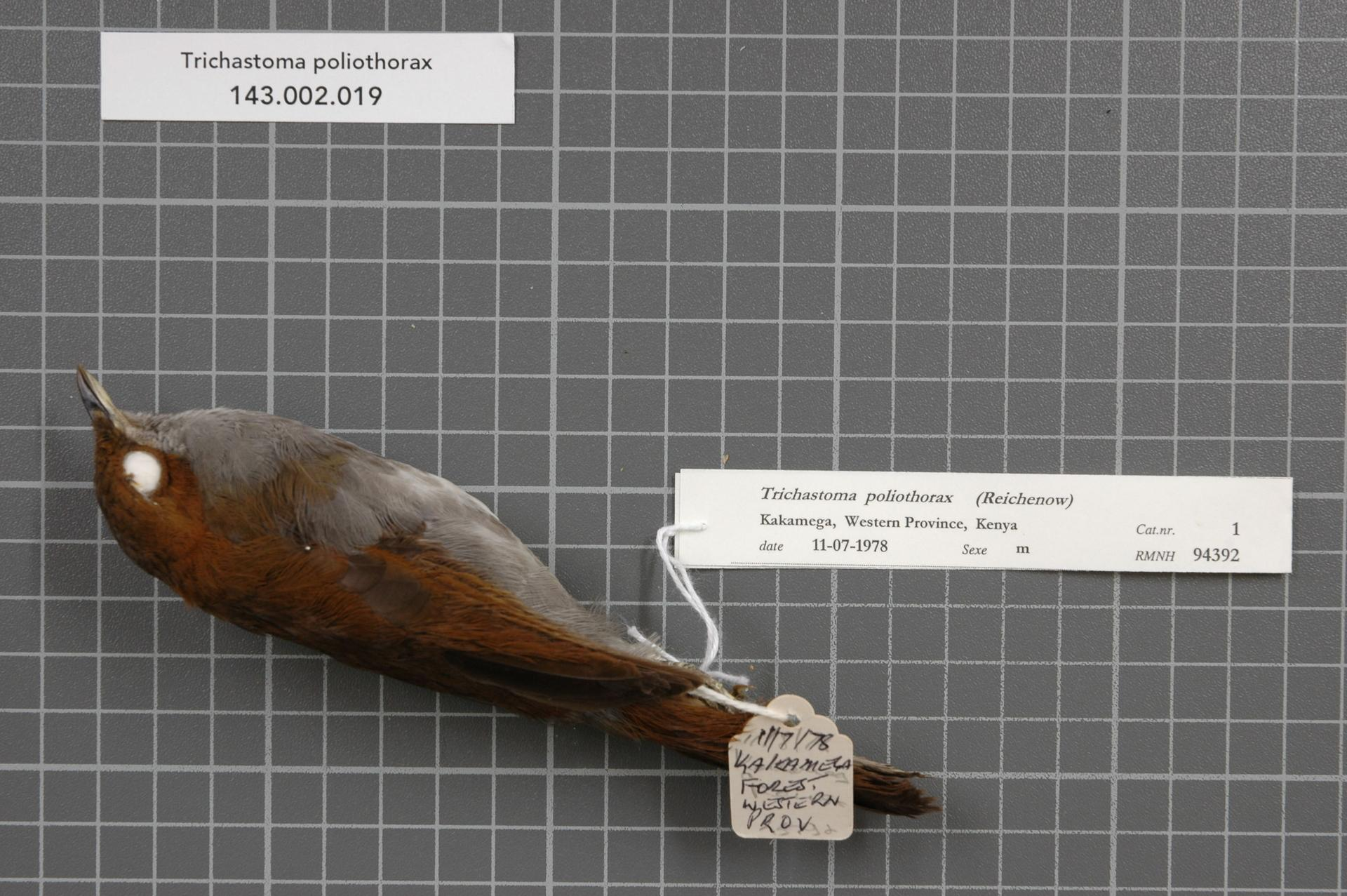
Veduta laterale di maschio impagliato.

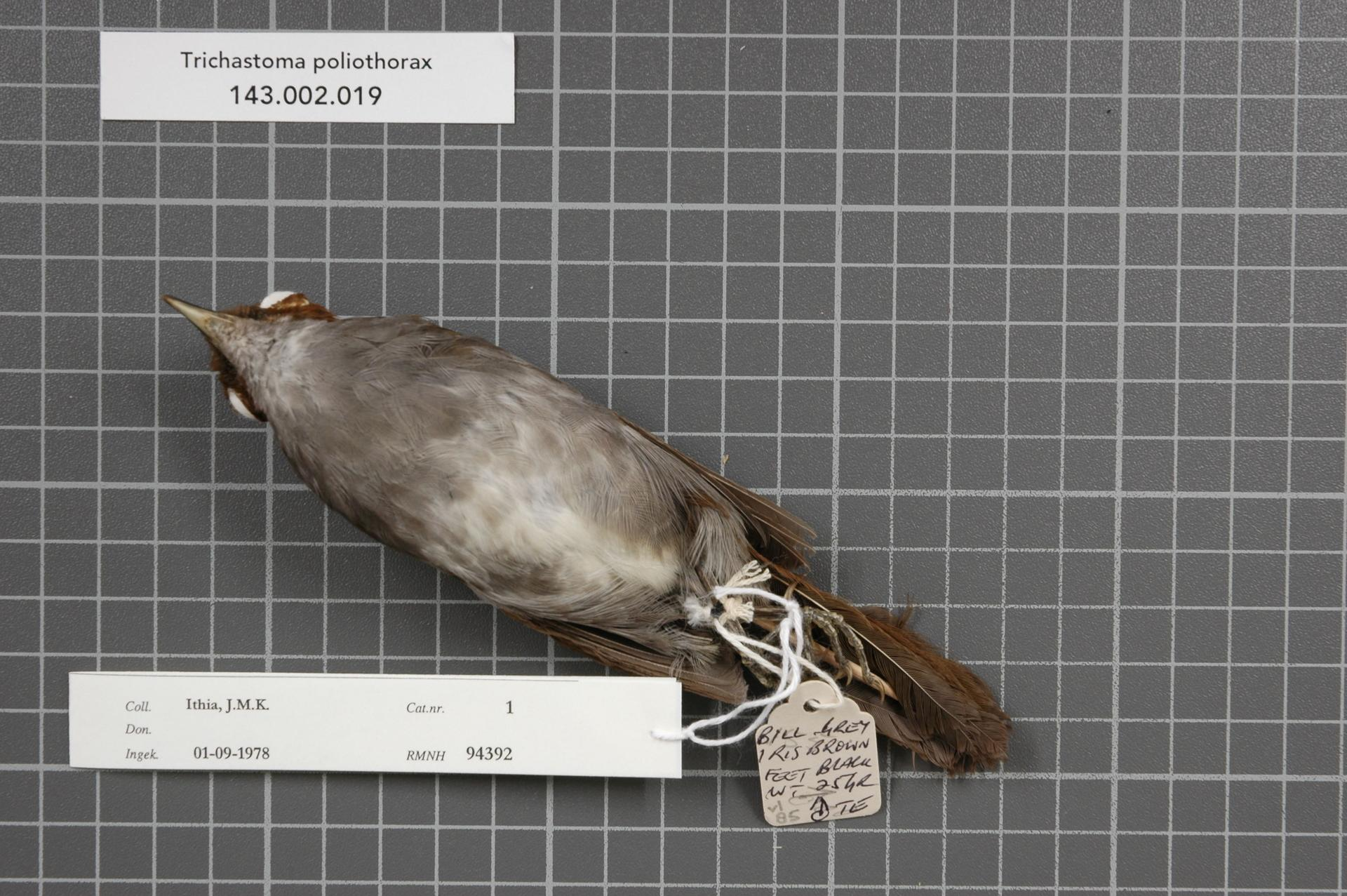
Veduta ventrale di maschio impagliato.

### Dimensioni
Misura 16,5 cm di lunghezza, per 30-42 g di peso.

### Aspetto
Si tratta di uccelli dall'aspetto robusto e massiccio, muniti di grossa testa arrotondata con becco sottile e conico, ali appuntite, coda squadrata e forti zampe allungate.
Il piumaggio è di un caldo colore bruno scuro su fronte, vertice, guance, nuca, dorso, ali e coda, mentre la gola, la parte centrale del ventre ed il sottocoda sono di colore bianco, che sfuma nel grigio-biancastro (come intuibile sia dal nome comune che dal nome scientifico) su petto e fianchi.
Il becco e le zampe sono di colore nerastro, mentre gli occhi sono di colore bruno scuro.

## Biologia
Si tratta di uccelli, diurni, che vivono da soli o in coppie, passando la maggior parte del tempo al suolo o nei pressi di esso alla ricerca di cibo, dimostrandosi piuttosto silenziosi e timidi, ma emettendo di tanto in tanto alti richiami.

### Alimentazione
Il kakamega pettogrigio è un uccello insettivoro, che reperisce il proprio cibo (insetti, artropodi, invertebrati, larve) rovistando fra i detriti al suolo col becco, in maniera tale da mettere allo scoperto le prede.

### Riproduzione
La stagione riproduttiva sembrerebbe estendersi da aprile a novembre nell'ovest dell'areale e dalla fine di gennaio ad aprile nel centro e nell'est di esso: durante la stagione degli amori le coppie (si tratta infatti di uccelli monogami) divengono più territoriali del solito, emettendo più frequentemente i richiami ed emettendoli in maniera più potente.
Il nido viene costruito ben nascosto nella vegetazione cespugliosa o arborea: esso ha forma di coppa ed alla sua costruzione partecipa la sola femmina, che si occupa anche della cova (che dura circa 20 giorni), mentre il maschio frattanto si preoccupa di difendere il territorio e soprattutto la femmina da eventuali intrusi, occupandosi inoltre di reperire il cibo per sé, per la compagna ed in seguito (assieme a quest'ultima) per i pulli, i quali, ciechi ed implumi alla schiusa, s'involano attorno alle tre settimane di vita e si allontanano dal nido a circa un mese e mezzo d'età.

## Distribuzione e habitat
A dispetto del nome, il kakamega non vive unicamente a Kakamega, ma è possibile trovarlo anche nel Ruwenzori (zona di confine fra Uganda occidentale, Burundi, Ruanda sud-occidentale e Congo nord-orientale) nelle foreste degli altopiani del Camerun al confine fra Nigeria e Camerun, oltre che sull'isola di Bioko.
L'habitat di questi uccelli è rappresentato dalla foresta pluviale afromontana e dalla foresta a galleria, sia orimaria che secondaria.